# Power Macintosh 9500

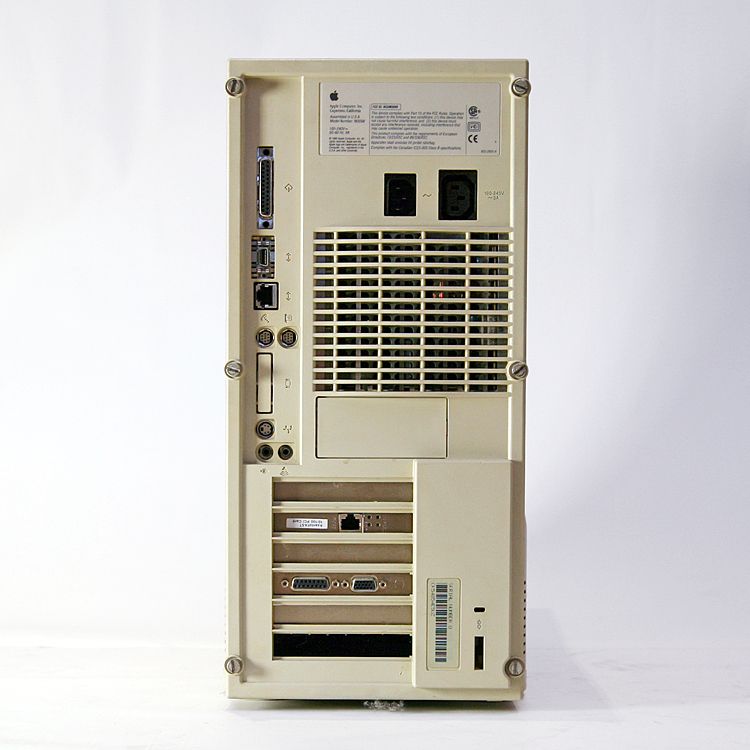
Power Macintosh 9500, achteraanzicht

De Power Macintosh 9500 (verkocht als de Power Macintosh 9515 in Europa en Japan) is een personal computer die ontworpen, gefabriceerd en verkocht werd door Apple Computer van juni 1995 tot februari 1997. Het was het eerste model van de tweede generatie Power Macintosh die gebruik maken van PCI-slots.
De Power Macintosh 9500 werd uitgebracht als een high-end grafisch werkstation en beschikt over een PowerPC 604-processor, een PowerPC-chip van de tweede generatie die sneller is dan de PowerPC 601-processor die in de Power Macintosh 8100 gebruikt wordt. De 180MP- en 200 MHz-modellen, geïntroduceerd in augustus 1996, gebruiken de verbeterde PowerPC 604e-processor.
De 9500 bevat verschillende technologische primeurs voor Apple. De CPU is gemonteerd op een dochterkaart en kan dus eenvoudig worden verwisseld. Er waren kaarten met één processor beschikbaar, variërend van 120 tot 200 MHz, en een kaart met twee processors van 180 MHz. Dit is ook de eerste Macintosh die de PCI-standaard gebruikt, met zes beschikbare PCI-slots, waarvan er één moet gebruikt worden voor een grafische kaart. Omdat de meeste multimedia-gebruikers de ingebouwde videomogelijkheden van eerdere Mac-modellen niet gebruikten, had Apple deze bij de 9500 achterwege gelaten. Gebruikers konden hun eigen grafische PCI-kaart kopen of kiezen voor de optionele Apple PCI-videokaart met 2 MB VRAM.
De 9500 is ook de eerste computer van Apple die 168-pins DIMM-geheugenmodules ondersteunt. De 512 KB ingebouwde cache maakt gebruik van copy-back in plaats van write-through, wat hogere snelheden biedt dan eerdere Macintosh-modellen. Het moederbord heeft in totaal 12 geheugenslots. Net als bij de Power Macintosh 8100 vereist het installeren van geheugen het verwijderen van het moederbord uit de behuizing. Bij de introductie van de 9500 waren DIMM's van 64 MB de grootste die op de markt verkrijgbaar waren, wat zorgde voor een maximale geheugencapaciteit van 768 MB. Later in 1995 werden DIMM's van 128 MB geïntroduceerd, die een theoretische limiet van 1,5 GB geheugen bieden, hoewel System 7.5.2 niet meer dan 1 GB geheugen kan gebruiken. 
Andere nieuwigheden waren de 10BASE-T Ethernet-poort naast de AAUI-poort, ondersteuning voor de nieuwe SCSI-2-standaard en een 4× cd-rom.
Het basisontwerp van het moederbord (codenaam "Tsunami") werd door verschillende Macintosh-kloonmakers gebruikt als referentieontwerp en een aangepaste versie werd gebruikt in de Apple Network Server die technisch gezien geen Macintosh was.
Door gebruik te maken van een G4 CPU-upgrade van derden en de XPostFacto-software is het mogelijk om Mac OS X 10.5 "Leopard" op een 9500 te draaien, waardoor dit het oudste model is dat Mac OS X kan draaien.
In februari 1997 werd de 9500 opgevolgd door de Power Macintosh 9600.

## Modellen
Beschikbaar vanaf 19 juni 1995:
- Power Macintosh 9500/120:[4] 120 MHz PowerPC 604, 16 MB RAM en een 1 GB harde schijf.
- Power Macintosh 9500/132:[5] 132 MHz PowerPC 604, 16 MB RAM en een 2 GB harde schijf.

Beschikbaar vanaf 2 oktober 1995:
- Power Macintosh 9515/132:[6] identiek aan de 9500/132, verkocht in Europa en Azië

Beschikbaar vanaf 22 april 1996:
- Power Macintosh 9500/150:[7] 150 MHz PowerPC 604, 16 of 32 MB RAM en een 2 GB harde schijf.

Beschikbaar vanaf 7 augustus 1996:
- Power Macintosh 9500/180MP:[8] 2× 180 MHz PowerPC 604e, 16 of 32 MB RAM en een 2 GB harde schijf.
- Power Macintosh 9500/200:[9] 200 MHz PowerPC 604e, 16 of 32 MB RAM en een 2 GB harde schijf.

## Specificaties
- Processor: PowerPC 604 @ 120, 132 en 150 MHz, PowerPC 604e @ 180 of 200 MHz
- FPU : geïntegreerd in de processor
- PMMU : geïntegreerd in de processor
- Systeembus snelheid: 44 MHz
- ROM-grootte: 4 MB
- Databus: 64 bit
- RAM-type: 70 ns 168-pin DIMM
- Standaard RAM-geheugen: 16 MB
  - Uitbreidbaar tot maximaal 1,5 GB[a]
  - RAM-sleuven: 12
- Standaard video-geheugen: 2 MB VRAM
  - Uitbreidbaar tot maximaal 4 MB VRAM
- Standaard diskettestation: 3,5-inch, 1,44 MB (manueel)
- Standaard harde schijf: 1 of 2 GB (SCSI)
- Standaard optische schijf: 4x of 8x CD-ROM
- Uitbreidingssleuven: 6 PCI
- Type batterij: 3,6 volt lithium
- Uitgangen:
  - 1 ADB-poort (mini-DIN 4) voor toetsenbord en muis
  - 1 video-poort (DB-15)
  - 1 SCSI-poort (DB-25)
  - 2 seriële GeoPort poorten (mini-DIN 9)
  - 1 audio-uit (3,5 mm jackplug)
  - 1 microfoon (3,5 mm jackplug)
  - 2 ethernet (AAUI en RJ-45)[b]
- Ondersteunde systeemversies: 7.5.2 t/m 9.1
- Afmetingen: 43 cm × 19,6 cm × 40 cm (hxbxd)[10]
- Gewicht: 12,7 kg

Uit productie: 1984: Macintosh 128K, Macintosh 512K · 1985: Macintosh XL · 1986: Macintosh Plus · 1987: Macintosh II, Macintosh SE · 1988: Macintosh IIx · 1989: Macintosh SE/30, Macintosh IIcx, Macintosh IIci, Macintosh Portable · 1990: Macintosh IIfx, Macintosh Classic, Macintosh IIsi, Macintosh LC serie · 1991: Macintosh Quadra 700, Macintosh Quadra 900, Apple PowerBook · Macintosh Classic II · 1992: Macintosh IIvx, Macintosh Quadra 950, PowerBook Duo, Macintosh Performa serie · 1993: Macintosh Centris serie, Macintosh Color Classic, Macintosh TV · Apple Workgroup Server · 1994: Power Macintosh · 1997: Power Macintosh G3, PowerBook G3, Twentieth Anniversary Macintosh · 1998: iMac · 1999: iBook, Power Mac G4 · 2000: Power Mac G4 Cube · 2001: PowerBook G4 · 2002: eMac, iMac G4 · 2003: Xserve, Power Mac G5 · 2004: iMac G5 · 2005: Mac mini · 2006: MacBook · 2015: MacBook (Retina) · 2017: iMac Pro

Huidige modellen: MacBook Air, MacBook Pro, iMac, Mac mini, Mac Studio, Mac Pro